# Eilicrinia flava
Eilicrinia flava är en fjärilsart som beskrevs av Moore 1888. Eilicrinia flava ingår i släktet Eilicrinia och familjen mätare. Inga underarter finns listade i Catalogue of Life.